# Christian Fuchs
Christian Fuchs (* 7. dubna 1986, Neunkirchen, Rakousko) je bývalý rakouský fotbalový obránce a reprezentant, který naposledy hrál v  severoamerickém klubu Charlotte Independence.
V sezóně 2015/16 získal s Leicesterem City premiérový titul klubu v anglické nejvyšší lize.

## Klubová kariéra
- SVg Pitten (mládež)
- 1. Wiener Neustädter SC (mládež)
- 1. Wiener Neustädter SC 2002–2003
- SV Mattersburg 2003–2008
- VfL Bochum 2008–2011
- →  1. FSV Mainz 05 (hostování) 2010–2011
- FC Schalke 04 2011–2015
- Leicester City FC 2015–2021

## Reprezentační kariéra
Nastupoval v mládežnických reprezentacích Rakouska (U17, U19, U21).
V A-mužstvu Rakouska debutoval 23. 5. 2006 v přátelském utkání ve Vídni proti týmu Chorvatska (prohra 1:4).

Zúčastnil se mistrovství Evropy 2008 (spolupořadatelství Švýcarska s Rakouskem), kde Rakušané obsadili se ziskem 1 bodu nepostupové třetí místo v základní skupině B.